# Campionati mondiali di nuoto in vasca corta 2024 - 1500 metri stile libero maschili
La gara dei 1 500 metri stile libero maschili dei campionati mondiali di nuoto in vasca corta 2024 si è svolta il 10 dicembre 2024 presso la Duna Aréna di Budapest.

## Podio
| Pos.    | Atleta            | Nazione  |
| ------- | ----------------- | -------- |
| Oro     | Ahmed Jaouadi     | Tunisia  |
| Argento | Florian Wellbrock | Germania |
| Bronzo  | Kuzey Tunçelli    | Turchia  |

## Record
Prima della manifestazione il record del mondo (RM) e il record dei campionati (RC) erano i seguenti.
|  | 14'06"88 | Florian Wellbrock | 21 dicembre 2021 Abu Dhabi |
|  | 14'06"88 | Florian Wellbrock | 21 dicembre 2021 Abu Dhabi |

Durante la competizione non sono stati migliorati record.

## Programma
| Data             | Ora         |
| ---------------- | ----------- |
| 10 dicembre 2024 | 11:45/18:50 |

## Risultati
| Pos.    | Batteria | Corsia | Atleta                  | Nazionalità   | Tempo    | Note |
| ------- | -------- | ------ | ----------------------- | ------------- | -------- | ---- |
| Oro     | 3        | 5      | Ahmed Jaouadi           | Tunisia       | 14'16"40 |      |
| Argento | 2        | 5      | Florian Wellbrock       | Germania      | 14'17"27 |      |
| Bronzo  | 3        | 1      | Kuzey Tunçelli          | Turchia       | 14'20"64 |      |
| 4       | 3        | 6      | Damien Joly             | Francia       | 14'22"12 |      |
| 5       | 2        | 6      | Sven Schwarz            | Germania      | 14'22"29 |      |
| 6       | 2        | 2      | Luca De Tullio          | Italia        | 14'28"44 |      |
| 7       | 3        | 3      | Kirill Martynychev      | NAB           | 14'28"56 |      |
| 8       | 3        | 4      | Zalán Sárkány           | Ungheria      | 14'32"10 |      |
| 9       | 3        | 8      | Nathan Wiffen           | Irlanda       | 14'32"65 |      |
| 10      | 3        | 2      | Victor Johansson        | Svezia        | 14'34"27 |      |
| 11      | 2        | 8      | Daniel Matheson         | Stati Uniti   | 14'37"56 |      |
| 12      | 2        | 3      | Andrei Proca            | Romania       | 14'39"42 |      |
| 13      | 2        | 4      | Charlie Clark           | Stati Uniti   | 14'41"61 |      |
| 14      | 3        | 7      | Kazushi Imafuku         | Giappone      | 14'48"01 |      |
| 15      | 2        | 1      | Kris Mihaylov           | Sudafrica     | 14'52"53 |      |
| 16      | 2        | 9      | Timothé Barbeau         | Canada        | 15'02"76 |      |
| 17      | 2        | 7      | Chen Shengxin           | Cina          | 15'04"43 |      |
| 18      | 1        | 7      | Mark Iltšišin           | Estonia       | 15'06"05 |      |
| 19      | 2        | 0      | Muhd Dhuha Bin Zulfikry | Malaysia      | 15'14"66 |      |
| 20      | 1        | 1      | Kevin Teixeira          | Andorra       | 15'19"02 |      |
| 21      | 1        | 2      | Diego Dulieu            | Honduras      | 15'20"52 |      |
| 22      | 1        | 6      | Larn Hamblyn-Ough       | Nuova Zelanda | 15'20"84 |      |
| 23      | 1        | 5      | Marin Mogić             | Croazia       | 15'25"18 |      |
| 24      | 1        | 4      | Hung Pen-han            | Taipei cinese | 15'31"46 |      |
| 25      | 1        | 8      | Timothy Leberl          | Mauritius     | 15'55"08 |      |
| 26      | 1        | 3      | He Shing Ip             | Hong Kong     | 16'12"57 |      |